# ایمی لین بکستر
ایمی لین بَکستر (انگلیسی: Amy Lynn Baxter؛ زاده ۶ سپتامبر ۱۹۶۷) مانکن اهل آمریکا است.